# It Works for Me
 (mars 2020).
Si vous disposez d'ouvrages ou d'articles de référence ou si vous connaissez des sites web de qualité traitant du thème abordé ici, merci de compléter l'article en donnant les références utiles à sa vérifiabilité et en les liant à la section « Notes et références ».
Albums de Barbara Mandrell
Super Hits
(1997) 20th Century Masters - The Millennium Collection
(2000)
Singles
1. Ten Pound Hammer
Sortie : 1997
2. Get Here
Sortie : 1997

It Works for Me est le vingt-cinquième album studio de l'artiste country Barbara Mandrell. L'album, produit par Mandrell et Brent Rowan, sort le 22 avril 1997 sur le label DRD. C'est le dernier enregistrement studio de l'artiste, sa volonté étant alors de quitter l'industrie musicale. Le label Razor & Tie Records publia de nouveau le disque des années plus tard. Deux singles sont issus d'It Works for Me, tous les deux sortis en 1997 : Ten Pound Hammer et Get Here. Cependant, ni l'un ni l'autre ne réussirent à entrer dans le classement des singles Billboard Country.

## Histoire
It Works for Me fut enregistré à Nashville, dans l'État du Tennesse, aux États-Unis. C'est le premier album studio que Barbara Mandrell a co-produit, aux côtés de Brent Rowan. Contrairement aux disques précédents, ce dernier contient douze titres, dont une série de reprises de chansons de différents artistes. Get Here est une chanson originale de Brenda Russell, Your One and Only est de Brenda Lee, Just Like Me est de Lee Greenwood, et Have I Told You Lately est de Van Morrison. Le titre qui ouvre l'album, Ten Pound Hammer, est à l'origine la chanson ouvrant l'album de Aaron Tippin nommé Tool Box, sorti en 1995. It Works for Me est constitué principalement de ballades country contemporaines mais contient également des pistes plus énergiques et entraînantes.

## Sortie et réception critique
It Works for Me est sorti le 22 avril 1997. Cet album devint le second de Barbara Mandrell à ne pas atteindre le classement du Billboard Top Country Albums. Les singles qui en sont issus ont connu le même sort dans le Billboard Hot Country Songs et sont les derniers à sortirent durant la carrière musicale de l'artiste. Il était originellement disponible en compact disc et en cassette, il l'est maintenant en téléchargement mp3. Il connut une seconde sortie, en compact disc, sur le label Razor & Tie records.
Le disque obtint 2,5 étoiles sur 5 sur AllMusic, sans qu'une analyse n'en soit faite. Après sa sortie, Mandrell annonça son départ de l'industrie musicale, cet album est donc sa dernière création originale.

## Liste des pistes
| No  | Titre                   | Durée |
| --- | ----------------------- | ----- |
| 1.  | Ten Pound Hammer        | 2:53  |
| 2.  | To My Heart             | 2:54  |
| 3.  | Heart from a Stone      | 3:35  |
| 4.  | I Won't Be Home Tonight | 3:35  |
| 5.  | Get Here                | 4:22  |
| 6.  | Your One and Only       | 3:18  |
| 7.  | Temptation              | 3:53  |
| 8.  | Love by Any Name        | 3:40  |
| 9.  | A Little Time for Us    | 3:18  |
| 10. | Just Like Me            | 3:36  |
| 11. | Weight of the World     | 3:56  |
| 12. | Have I Told You Lately  | 4:29  |

## Musiciens
- Michael Black – chœurs
- Gary Burr – chœurs
- Eric Darken – percussion
- Bruce Dees – chœurs
- Owen Hale – tambours
- Jim Horn – saxophone
- Barbara Mandrell – chant
- Steve Nathan – claviers
- Michael Rhodes – bass
- John Wesley Ryles – chœurs
- Brent Rowan – guitare
- Chris Walter – claviers
- Dennis Wilson – chœurs

### Personnel technique
- Derek Bason – assistant ingénieur
- Jean Guess – mixage
- John Hurley – assistant ingénieur
- Keith Olde – ingénieur
- David Richman – conception
- Denny Somach – coordinateur du projet
- Marty Williams – mixage